# Charles Raoul Petit de Chemellier
Charles Raoul Petit de Chemellier (1786-1861) est un militaire français du XIXe siècle. Il fut officier au sein des Dragons de la Garde impériale sous le premier empire et chef d'escadrons au sein des dragons de la garde royale sous la Restauration.

## Biographie

### Famille
Membre de la famille Petit de Chemellier originaire de l'Anjou, il naît le 16 décembre 1786 à Angers, fils de Jean Guy René Raoul Petit de Chemellier, capitaine au régiment de Dauphin-Dragons, mort à Aix-La-Chapelle en 1792 à l'armée des princes et de Françoise-Adélaïde Louët.

### Carrière militaire
Suivant les traces de son père, il embrasse la carrière des armes. Il s'engagea fort jeune dans les grenadiers vélites, et conquit rapidement l'épaulette d'officier de dragons. Il participa aux batailles d'Ulm, à la défense du château de Darnstein, aux deux campagnes en Italie, aux batailles de Vienne, Bataille d'Essling, Bataille de Wagram et Moscou. Telles furent, sous l'Empire, ses plus belles pages militaires.
La Restauration des Bourbon le nomma chef d'escadrons aux dragons de la garde royale et l'envoya à l'expédition d'Espagne.
Chevalier de la Légion d'honneur et officier supérieur, il eût pu prétendre à un bel avenir dans la carrière qu'il avait choisie, sans la Révolution de 1830, dont il refusa de servir la cause
Il fut également chevalier de Saint-Louis et chevalier de Saint-Ferdinand d'Espagne.